# Georges Frey
Georges Frey (Mulhouse, 2 agosto 1890 – Mulhouse, 7 ottobre 1975) è stato un violinista francese.

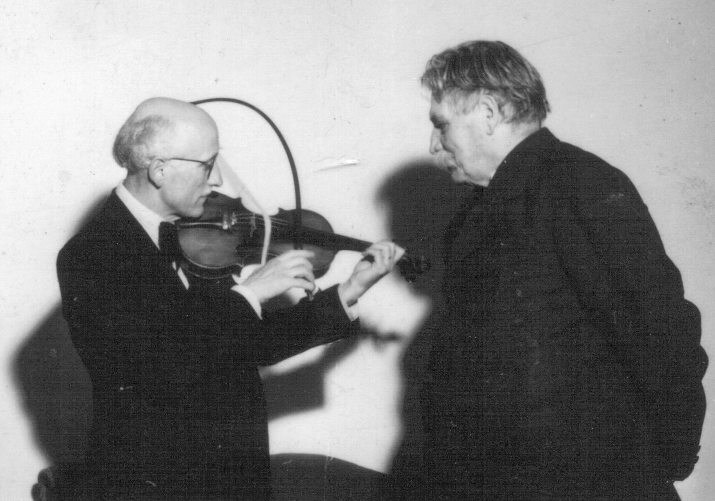
Georges Frey mostra l'arco curvo ad Albert Schweitzer (1955)

Georges Frey fu un violinista e violista francese, specialista dell’arco curvo, padre del pianista e organista Jean-Claude Frey. I primi anni di Georges Frey sono conosciuti attraverso il suo dattiloscritto intitolato Réminiscences.

## Biografia
Georges Frey nacque a Mulhouse il 2 agosto 1890; ricevette le sue prime lezioni di violino da un ex allievo di Joseph Joachim. Dopo aver conseguito il Baccelierato in latino e greco si recò a Parigi per proseguire gli studi violinistici con Daniel Herrmann; prese lezioni private anche da Henri Berthelier, discepolo di Joseph Lambert Massart e professore al Conservatorio di Parigi. Contemporaneamente studiò armonia con l'organista e compositore Gustave Bret. Nel 1912 tiene il suo primo concerto a Mulhouse (Concerto n.2 in mi maggiore BWV 1042 di Bach).
All'inizio del 1914 Frey si recò a Berlino con una lettera di raccomandazione del compositore svizzero Hans Huber per studiare con Henri Marteau all'Hochschule für Musik. A causa delle turbolenze politiche, dovette tornare prematuramente a Parigi, dove riprese a studiare con Berthelier (all’epoca gravemente malato).
Nel 1915 Frey entrò tra le file del 30º battaglione, 3ª compagnia, e fu inviato nelle trincee. Il 13 agosto 1916 fu fucilato dall'artiglieria tedesca. Sopravvisse grazie all'eccezionale abilità e cura del dottor André, chirurgo personale del generale Foch, e dopo diversi mesi di convalescenza riuscì a ricongiungersi al suo battaglione. Alla fine della guerra, Frey divenne direttore del Mulhouse Conservatoire (1919-39), fondando il famoso 'Giovedì del Conservatorio', invitando musicisti di spicco come il mezzosoprano Claire Croiza e il compositore Albert Roussel (con il quale suonò la Sonata per violino n. 2 in la maggiore op. 28).

### L’incontro con Albert Schweitzer
Nel gennaio 1933 Frey ricevette da Albert Schweitzer l'invito a recarsi a Strasburgo per ascoltare il violinista Rolph Schroeder che suonava le Sonate e le Partite di Bach col cosiddetto arco curvo. Frey andò al concerto con gran scetticismo, ma solo otto giorni dopo ebbe in mano il suo primo arco curvo, costruito secondo il modello di Schroeder.
Da quel momento, Frey non cessò mai di promuovere attivamente l'arco curvo, dando numerosi recital in Francia e Svizzera. Il legame di amicizia che lo unì a Schweitzer stimolò la sua riflessione sull'interpretazione delle opere polifoniche per violino e la sua inventiva nel creare nuovi modelli di archetto curvo. Lo scoppio della seconda guerra mondiale pose fine a questo periodo particolarmente fertile di insegnamento e di concerti: il 13 dicembre 1940 la famiglia Frey fu espulsa dall'Alsazia, trovando rifugio ad Aix-en Provence (dal 1941 al 1945). L'ufficio di disoccupazione di Vichy procurò a Frey un lavoro come violinista per una trentina di esibizioni dell’opera Giovanna d'Arco al rogo di Arthur Honegger.
Al suo ritorno a Mulhouse dopo la guerra, Frey fu nominato co-direttore della nuova École de Musique, un incarico che occupò fino al suo pensionamento nel 1955. Ha continuato la sua carriera come violinista e violista fino al 1962 circa, tenendo recital e conferenze di concerti. I suoi programmi comprendevano sempre più le Sonate e Partite di Bach, sempre suonate con l'arco curvo, in linea con la filosofia interpretativa di Albert Schweitzer. Frey è mancato nella sua città natale nel 1975.

## Arco curvo di Georges Frey
Secondo Schweitzer, il primo arco curvo usato da Frey fu costruito in collaborazione con un archettaio svizzero ed era simile a quello di Rolph Schroeder. Altri modelli seguirono e, secondo Alfred Koenig, Frey migliorò l'arco di Schroeder, trovando un meccanismo che evitasse l'irrigidimento della mano destra e del polso mentre metteva i crini in tensione con il pollice. Georges Frey possedeva anche un ‘Vega Bach Bow’ costruito dal luitaio-archettaio danese Knud Vestergaard.

## Concerti di Georges Frey con l’arco curvo
- 1933–1940: in Alsazia (Mulhouse, Thann, Guebwiller, Strasbourg, Haguenau, Bouxwiller, Sarre-Union) (1ère exécution à Mulhouse)
- 1941–1944: in Svizzera (Lausanne, Genève) e in Francia France (Vichy, Clermont, Lyon, Avignon, Nîmes, Grenoble, Valence, Marseille)
- 1945–1948: in Alsazia (Mulhouse, Cernay)
- 1949: preparazione ai concerti per il bicentenario della morte di Bach a Gunsbach, in casa di Albert Schweitzer
- 1950: en Francia e Svizzera per il bicentenario della morte di Bach (Strasbourg, Bouxwiller, Guebwiller, Mulhouse, Dijon, Schaffhouse, Nancy)

## Scritti
- Réminiscences, manoscritto, 1974 [76 pp.], archivio di Jean-Claude Frey
- De l'archet courbe à l'archet droit, Royaumont, 1962, manoscritto, archivio di Jean-Claude Frey